# Eine zauberhafte Nanny – Knall auf Fall in ein neues Abenteuer
Eine zauberhafte Nanny – Knall auf Fall in ein neues Abenteuer (Originaltitel: Nanny McPhee and the Big Bang) ist ein Familienfilm von Susanna White aus dem Jahr 2010 mit Emma Thompson als Nanny McPhee. Thompson lehnte das von ihr geschriebene Drehbuch lose an die Geschichten aus den Nurse Matilda-Büchern von Christianna Brand an, allerdings in freier Adaption und nicht basierend auf den vorliegenden Geschichten wie für den 2005 entstandenen Film Eine zauberhafte Nanny. Dieser Film stellt keine Fortsetzung der damaligen Geschichte dar, wenn man davon absieht, dass Nanny McPhee wiederum einer Familie zu Hilfe kommt, deren Kinder kaum zu bändigen sind. Die Rolle der überforderten Mutter ist mit Maggie Gyllenhaal besetzt.

## Handlung
Zur Zeit des Zweiten Weltkrieges leben in England die Kinder Norman, Megsie und Vincent Green zusammen mit ihrer Mutter auf einem Bauernhof, während ihr Vater als Soldat eingezogen ist. Zu ihnen gesellen sich ihr Cousin Cyril und ihre Cousine Celia Gray, zwei verzogene Kinder, die aus der Stadt evakuiert werden müssen und bei ihnen einquartiert werden. Zwischen den Kindern kommt es immer wieder zu Streitigkeiten, insbesondere da Cyril und Celia sich den Green-Kindern in jeder Beziehung überlegen fühlen.
Eines Abends klingelt es an der Tür und Nanny McPhee teilt der überraschten Mrs. Green mit, dass sie der Familie von der Armee als Nanny zugeteilt worden sei und sie das keinen Cent koste. Als erstes gibt sie den Kindern mit auf den Weg: „Wenn ihr mich braucht, aber nicht wollt, dann muss ich bleiben, wenn ihr mich aber wollt, aber nicht mehr braucht, dann muss ich gehen.“ Mit Disziplin und Magie gelingt es ihr, das Verhalten der Kinder peu à peu zum Guten zu ändern, was sich auf das gesamte Familienleben positiv auswirkt. Aber auch für die Nanny bewirkt jede Verbesserung im Verhalten der Kinder Gutes, denn wiederum verwandelt sie sich schrittweise von einer unansehnlichen älteren mit Makeln behafteten hexenhaften Erzieherin in eine am Ende sehr hübsche Frau.
Der Bauernhof, auf dem die Kinder mit ihrer Mutter leben, gehört zur Hälfte den Greens und zur anderen Hälfte deren gemeinem Schwager Phil. Dieser hat Spielschulden und möchte den Hof deshalb veräußern und arbeitet mit allerlei fiesen Tricks, um seine Schwägerin dazu zu bringen, zu verkaufen. Zuerst lässt er die Schweine frei, was einen schweren finanziellen Verlust nach sich gezogen hätte, hätte nicht Nanny McPhee eingegriffen und die Tiere zusammen mit den Kindern ausfindig gemacht und zurückgebracht. Das Geld aus dem Schweineverkauf benötigen die Greens für den Kauf eines Traktors, ohne den keine Ernte eingefahren werden kann. Als Nächstes erhält die Familie ein gefälschtes Telegramm des Kriegsministeriums, das die Nachricht enthält, Mr. Green sei im Krieg gefallen. Norman spürt, dass sein Vater noch am Leben ist und macht sich zusammen mit Nanny McPhee und seinem Cousin Cyril nach London auf, wo er herausfindet, dass sein Vater nur als vermisst gemeldet ist. Dabei kommt auch heraus, dass es nie ein Telegramm des Kriegsministeriums gab. Inzwischen versuchen Normans Geschwister zusammen mit Celia alles, damit ihre Mutter die Unterzeichnung des ihr von Phil aufgedrängten Kaufvertrages aufschiebt. Verzweifelt wendet sich Megsie im letzten Moment an Nanny McPhee, die auch aus der Entfernung ihre Zauberkräfte wirken lassen kann.
Zur selben Zeit landet im Kornfeld der Familie irrtümlich eine Bombe und ein lokaler Sicherheitsoffizier versucht den Greens zu vermitteln, dass der Feind die Landbevölkerung nicht im Visier habe, aber ein Pilot sich schon einmal vertun könne und irrtümlich den Knopf gedrückt habe, was einen Bombenabwurf zur Folge gehabt habe. Zum Glück explodiert das Geschoss nicht. Nanny McPhee und den Kindern gelingt es, den Blindgänger zu entschärfen. Und nicht nur das, wie durch Zauberhand ist auch das Korn eingefahren und die Ernte gesichert. Für Nanny McPhee wird es nun Zeit, die Familie zusammen mit Mr. Edelweiß, einer Dohle, mit der sie diesmal erschienen ist, zu verlassen, weil sie nicht länger gebraucht wird. Aber ein Trost bleibt Mrs. Green und den Kindern, Mr. Green kehrt zur selben Zeit wohlbehalten, lediglich mit einer Armverletzung, aus dem Krieg zurück.

## Produktion, Veröffentlichung
Ursprünglich war für das Jahr 2009 geplant, dass Emma Thompson Professor Sibyll Trelawney in den Harry-Potter-Filmen Harry Potter und die Heiligtümer des Todes: Teil 1 und 2 spielen sollte. Der Zeitplan für beide Projekte überschnitt sich und Thompson musste sich entscheiden, welche Rolle sie spielen wollte. Sie wählte die Rolle der Nanny McPhee aus, sodass die Rolle im Harry-Potter-Film überarbeitet werden musste. 2010 bestätigte Thompson, dass sie bereits Teile ihrer Rolle in Harry Potter und die Heiligtümer des Todes abgedreht hatte, nachdem Eine zauberhafte Nanny – Knall auf Fall in ein neues Abenteuer abgedreht worden war.
Der Film startete am 1. April 2010 in den deutschen Kinos und am 2. April 2010 in Österreich sowie am 7. April 2010 in der Schweiz. In Großbritannien lief er am 26. März 2010 an, Premiere hatte er am 24. März 2010 in Amsterdam. In den USA war er ab dem 20. August 2010 unter dem Titel Nanny McPhee Returns zu sehen. Der Film wurde in rund 90 Ländern der Welt gezeigt, großteils im Kino, teils ausschließlich mit jeweiliger Tonspur auf DVD herausgegeben.
Eine zauberhafte Nanny – Knall auf Fall in ein neues Abenteuer erschien am 5. August 2010 mit einer deutschen Tonspur auf DVD, herausgegeben von der Universal Pictures Germany GmbH.

## Hintergrund, Musik
Wie auch schon im Film aus dem Jahr 2005 lehrt Nanny McPhee die Kinder wieder fünf Lektionen. Dieses sind jedoch nicht dieselben wie im ersten Teil. Folgende Lektionen sind Teil ihrer Erziehungsarbeit und bewirken bei Nanny McPhee nachfolgende Entwicklungen:
1. Streit vermeiden – Die Warze über Nanny McPhees Lippe verschwindet.
2. Großzügig sein und teilen – Die Warze am Kinn der Nanny bildet sich vollkommen zurück.
3. Sich gegenseitig helfen – Die Augenbrauen der Nanny sind nicht länger zusammengewachsen.
4. Wenn erforderlich, mutig sein – Die Haarfarbe der Nanny wechselt von Grau zu Braun.
5. Vertrauen aufbauen und in andere haben – Der entstellende Hasenzahn der Nanny verschwindet und man schaut in das Gesicht einer hübschen Frau.

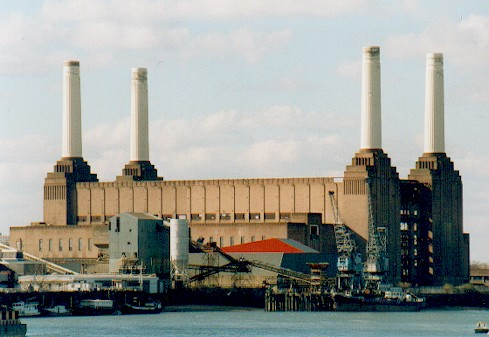
Battersea Power Station, über dem im Film ein rosa Schwein schwebt

In der Szene, in der Nanny McPhee die Jungen mit dem Motorrad nach London fährt, um zu beweisen, dass Vater Rory noch am Leben ist, sieht man sie an der Battersea Power Station vorbeifahren. Gut eingebettet in eine große Anzahl Sperrballons, zwischen den Schloten des Kraftwerks schwebt ein aufblasbares Schwein, wie man es vom Cover des Albums Animals der Band Pink Floyd kennt.
Eine Verbindung zum ersten Film wird insoweit noch hergestellt, als enthüllt wird, dass die vergessliche Mrs. Docherty, die zum Ende des Films auf dem Feld steht, das Baby Agatha Rose Brown (Aggie) aus dem ersten Film ist, weil sie die Rassel hochhält, die Nanny McPhee seinerzeit für sie repariert hatte.
Christianna Brand thematisierte in ihren drei Büchern über die „Nurse Matilda“ ausschließlich die Geschichte der Familie Brown. Nurse Matilda kehrt mehrmals zu den Kindern der Familie zurück, da diese nach ihrem Weggang immer wieder in alte Verhaltensmuster zurückfallen.
Musik
- The Best Things in Life Are Free, Musik: Ray Henderson, Text: Lew Brown und B. Buddy G. DeSylva
  - vorgetragen von Bing Crosby
- Pick Yourself Up, Musik: Jerome Kern, Text: Dorothy Fields
  - vorgetragen von Harry Roy and His Orchestra

## Kritiken
„Mit Spurenelementen von Mary Poppins und Schweinchen Babe zeigt auch diese Fortsetzung harmlose Bedrohungselemente und leicht erreichbare Konfliktlösungen. Das ist kindgerecht, doch in der Betonung von Harmonie wird der Humor etwas vernachlässigt. Situationskomisch bleibt der Film hinter den Möglichkeiten zurück, wie sie die Zielgruppe liebt und etwa Gore Verbinskis Mäusejagd aufgezeigt hat.“

„Trotz der charmanten, witzigen und eingängigen Inszenierung, die selbst den begleitenden Erziehungsberechtigten durchaus ein Lächeln aufs Gesicht zaubern kann, driftet der Film zum Ende aber extrem ins Naive ab […] Unterm Strich vermag Eine zauberhafte Nanny – Knall auf Fall in ein neues Abenteuer aber zu gefallen; vor allem, wenn man über ein paar hanebüchene Fantasy-Elemente zum Finale hin hinwegzuschauen vermag.“

Die Rheinische Post schrieb in ihrer Rezension zum Film: „So lebt diese im Grunde vorhersehbare Geschichte, die nichts anderes als ein Remake ist, vor allem von ihren teils witzigen Slapstickszenen, der liebevoll arrangierten Ausstattung und dem bis in die kleinste Nebenrolle markanten Darstellerensemble. Allen voran Emma Thompson, die in der Rolle des kratzbürstigen aber gruselguten Schreckgespensts, das sich nicht aus der Ruhe bringen lässt, sichtlich aufgeht. Aber auch der Rest der Besetzung bietet solide Schauspielkunst, von Maggie Smith als betagter Ladenbesitzerin über Ralph Fiennes als rechthaberischem Lord bis hin zu Ewan McGregor als scheinbar verschollenem Vater. Gelungen ist ebenfalls das Set- und Kostümdesign, das in nostalgischem Charme schwelgt und manchmal so antiquiert aussieht, als säße man in einer Dickens-Verfilmung.“
Cinema zog das Fazit, dass der Film „ein Riesenspaß für große Kinder und Erwachsene“ und „genauso verrückt“ wie der Vorgängerfilm sei. Weiter hieß es „zum Glück“ bestehe die Geschichte „aus den gleichen wunderbaren Zutaten“ wie beim Vorgängerfilm: „kauzige Figuren, hysterischer Slapstick und eine irrwitzige Handlung, die nicht unbedingt für kleine Zuschauer geeignet“ sei.
Auch Sebastian Kröschel zog für Geolino ein überaus positives Fazit: „Nanny McPhee ist zauberhaft. Das trifft zwar nicht unbedingt auf ihr Äußeres zu – wohl aber auf ‚Eine zauberhafte Nanny – Knall auf Fall in ein neues Abenteuer‘. Kindgerechter Humor, ein bisschen Erziehung, eine Menge Fantasie und viel Spaß sind das Rezept für dieses unterhaltsame Familienmärchen. Und das schmeckt nicht nur den Kleinen!“

## Auszeichnung
- Die Deutsche Film- und Medienbewertung (FBW) verlieh dem Film das Prädikat „Besonders wertvoll“. Dort hieß es in der Begründung am Ende: „Last not least ist Eine zauberhafte Nanny ein köstliches Modell urbritischen Entertainments, ist crazy und krass zugleich und meidet erfreulicherweise allzu modischen Schnick-Schnack.“[7]